# Achille Eugène Finet
Achille Eugène Finet (1863, Argenteuil - 1913, Paris ) foi um botânico francês especializado em orquídeas. Em sua homenagem, foi escolhido o nome de Neofinetia para um gênero de orquídeas.
Abreviatura oficial e lista de nomes de plantas e fungos atribuídos a Achille Eugène Finet no The International Plant Names Index (IPNI) (em inglês).

## Algumas publicações
- a.e. Finet, f. Gagnepain. 1907. Contributions à la flore de l'Asie orientale. Librairies-Imprimeries Réunies. 135 pp.
- ------------,  ---------------. 1904. Paeonia L. En: Contributions à la flore de l'Asie orientale d'après l'Herbier du Muséum de Paris, Bull Soc Bot France, 51: 523-527
- ------------, ---------------. 1905. Contributions a la Flore de l'Asie orientale. 1: 220-224, reimpres. Bull Soc Bot France, 51, 523-527
- ------------. 1898. Orchidées nouvelle, ou peu connues. 6 pp.